# Lil Yunkers
Lil Yunkers, egentligen Lilly Junker, ogift Nilsson, född 11 oktober 1913 i Osby, dåvarande Kristianstads län, död 24 mars 2014, var en svensk sångerska, journalist, författare och översättare.
Hon var dotter till förste bokhållare Evan Nilsson och Hanna, ogift Nyberg, samt syster till IT-pionjären Olle Dopping och faster till Staffan Dopping och Annika Dopping.
Lil Yunkers gjorde radioprogram, spelade in skivor och gav ut reseguider, deckare samt böcker med olika musikinriktningar. Hon medverkade också i TV.
Yunkers var 1937–1944 gift med konstnären Adja Yunkers (1900–1983) och hade med honom dottern Nina Yunkers (född 1939). Hon avled, 100 år gammal, den 24 mars 2014. En minnestext över henne, skriven av vännen Eva Dickson, publicerades i Dagens Nyheter den 9 maj 2014.